# El Hadj Gley
El Hadj Gley ou Haj Klaï (arabe : الحاج قلاعي), né le 5 juin 1954 à El Guettar, est un homme politique tunisien.

## Biographie
Il obtient une maîtrise en sciences économiques, un diplôme de troisième cycle de l'École nationale d'administration de Tunis, un diplôme de planification de l'Institut international d'administration publique de Paris et un diplôme de l'Institut de défense nationale.
Entre 1982 et 1987, il occupe les fonctions de chargé de mission au cabinet du ministre de l'Économie nationale, responsable de la restructuration des entreprises publiques. De 1988 à 1990, il est directeur général au ministère de l'Économie nationale chargé des Études et de la Planification puis, de 1991 à 1998, chef de cabinet du ministre des Communications.
En 1999, il devient PDG de l'Office national des postes avant de devenir, du 3 septembre 2007 au 14 janvier 2010, ministre des Technologies de la communication. On lui doit notamment la préparation et la conduite de la restructuration du secteur des communications. On lui doit aussi la supervision des programmes d'investissement pour la modernisation de son infrastructure. Il a aussi contribué à la conduite de la transformation des services de la Poste tunisienne.
Le 5 avril 2010, il reçoit les lettres l'accréditant en qualité d'ambassadeur de Tunisie en Turquie.
Il est titulaire du grade d'officier de l'Ordre de la République.
Il est marié et père de trois enfants.